# Prehelénico
Prehelénico es un conjunto de términos utilizado por la arqueología, la historiografía y la historia del arte de Europa para designar al periodo anterior a la civilización griega clásica. Comprende tanto periodos prehistóricos (el Neolítico en Grecia) como protohistóricos e históricos: las civilizaciones egeas (la civilización cicládica, la civilización minoica o cretense y la civilización micénica) y la denominada Edad Oscura (en la que llegan al espacio griego los pueblos helénicos —aqueos, dorios, jonios, eolios—).
Su localización temporal iría desde el III milenio a. C. (a partir del que puede hablarse de civilizaciones protohistóricas en el espacio griego) hasta aproximadamente el siglo VIII a. C. (a partir del cual puede hablarse de período orientalizante y época arcaica). Su localización espacial (el espacio griego) se extendería por la Grecia continental, las islas del mar Egeo y del mar Jónico, la costa de Asia Menor, las islas de Creta y Chipre y las zonas objeto de colonización griega, como las costas del mar Negro, Sicilia y Magna Grecia y la costa norte del Mediterráneo Occidental. Para estos territorios, el término prehelénico tiene un significado paralelo al del término prerromano.

## Lenguas prehelénicas

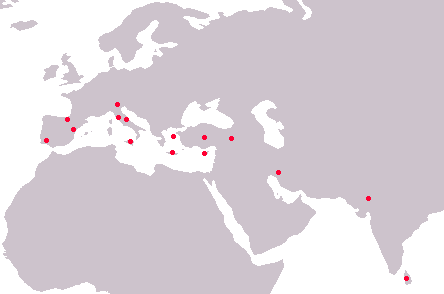
Localización de las lenguas preindoeuropeas documentadas: Península anatolia: hático, hurrito-urartiano, Grecia y Chipre: lemnio, eteocretense, eteochipriota.

En lingüística y en filología, se habla de substrato prehelénico para designar a una o varias lenguas hipotéticas, presumiblemente no indoeuropeas, habladas en Grecia antes de la llegada de los pueblos indoeuropeos. 
Se han propuesto diversos orígenes para los topónimos y nombres propios prehelénicos. Las posibles fuentes serían lenguas relacionadas con el minoico, lenguas relacionadas con el luwita (indoeuropeo) o lenguas tirsénicas.

## Cerámica prehelénica
En arqueología se denomina cerámica prehelénica al conjunto de obra de tierra en barro cocido correspondiente a las épocas minoica y miceniana, en territorios de Asia Menor y en las islas y costas orientales del Mediterráneo antes de consolidarse la civilización helénica. Para su estudio se han diferenciado, al menos, cinco zonas de influencia: la cretense o minoica, la de Micenas, la chipriota, la troade o troyana y la de Beocia.

## Paronimia: «prehelénico» y «prehelenístico»
Ha de evitarse la confusión entre «prehelénico» y «prehelenístico», término este último, menos usado, que se refiere a los periodos anteriores al helenístico y a los territorios ajenos entonces a la civilización griega que formaron parte del imperio de Alejandro Magno: Egipto, Próximo Oriente, Asia Central y la zona del Indo.